# مازن طه
 مازن طه  (10 مايو 1964 -) هو كاتب دراما سوري.

## حياته
ولد مازن طه في مدينة الزبداني في سوريا. من مواليد 10 مايو 1964. مدينة الزبداني يحمل شهادة بكالوريوس في الهندسة الميكانيكية من جامعة دمشق. بدأ كتابه بعض المقالات في العديد من الصحف, كما ألف العديد من المسرحيات و المسلسلات السورية. متزوج من الكاتبة نور شيشكلي ولديه طفلان *أيهم طه و مايا طه*

## أعماله[7]
- فيلم مناحي
- أحلام الفتى يقظان
- مناحي ( كرتون )
- برنامج Cbm
- بقعة ضوء
- مرايا 96 1996
- مرايا 97 1997
- مرايا 98 1998
- مرايا 99 1999
- ابيض ابيض 2001
- حكايا المرايا 2002
- أحلى المرايا 2004
- حديث المرايا 2005
- هيك تجوزنا 2008
- بناء 22
- سكر وسط 2013
- خميس بن جمعة
- حبة كراميل 2017

- فيلم حبة كراميل 2017
- جوليا 2018
- الميراث 2020)